# جورجينا ريلانس
جورجينا ريلانس (بالإنجليزية: Georgina Rylance)‏ هي ممثلة بريطانية، ولدت في 20 أبريل 1979.

## وصلات خارجية
- جورجينا ريلانس على موقع IMDb (الإنجليزية)
- جورجينا ريلانس على موقع قاعدة بيانات الفيلم (الإنجليزية)